# Le Theil (Mancha)
Le Theil era una comuna francesa situada en el departamento de Mancha, de la región de Normandía, que el 1 de enero de 2016 pasó a ser una comuna delegada de la comuna nueva de Gonneville-le-Theil al fusionarse con la comuna de Gonneville.

## Demografía
| Gráfica de evolución demográfica de Le Theil (Mancha) entre 1800 y 2014 |
|                                                                         |

Los datos demográficos contemplados en este gráfico de la comuna de Le Theil se han cogido de 1800 a 1999 de la página francesa EHESS/Cassini, y los demás datos de la página del INSEE.